# خبازة ويغندية
خبازة ويغندية (الاسم العلمي: Malva wigandii ) هي نوع نباتي يتبع جنس الخبازة من الفصيلة الخبازية.  